# Les Loups de Saint Auguste
Les Loups de Saint Auguste (The Wolves of Saint August) est une histoire de la série de comics Hellboy, écrite et dessinée par Mike Mignola.

## Synopsis
Dans cette histoire, Hellboy enquête avec Kate Corrigan sur le massacre d'un village (Griart alias St Auguste). Une affaire de malédiction et de loup-garous où le prêtre Ed, le meilleur ami de Hellboy, trouve la mort.

## Publication
- Dark Horse Presents #88-91, août-novembre 1994
- Dark Horse (recueil original), 1995
- Dark Horse France, 1996